# Thora Hallager

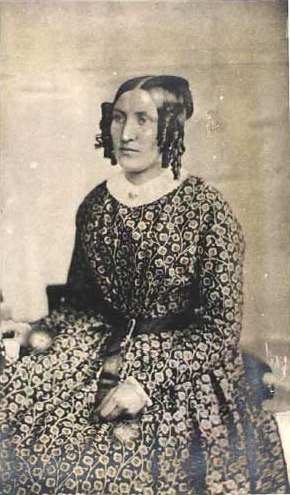
Autoritratto di Thora Hallager nel 1866

Thora Hallager (Copenaghen, 3 febbraio 1821 – Slagelse, 16 giugno 1884) è stata una fotografa danese, la prima fotografa donna in Danimarca.

## Biografia
Figlia dell'ufficiale Andreas, deceduto nel 1853, e di Anne Margrethe Degen. I suoi genitori, pur non essendo sposati, vissero insieme fino al 1846.
A quanto è dato sapere dalle poche testimonianze raccolte nel volume di Tove Hansen, Thora conosceva già la dagherrotipia nel 1855 quando decise di partire per Parigi per approfondire le nuove conoscenze sulle novità fotografiche, in particolare quelle provenienti dagli Stati Uniti. Probabilmente ha praticato la fotografia a partire dal 1850 a Copenaghen. Aprì in quella città il proprio atelier nel 1857.
Hallager, inoltre, fu la padrona di casa dello scrittore Hans Christian Andersen nei due appartamenti in cui abitò tra il 1866 e il 1873 a Copenaghen. Durante i suoi viaggi lui le scrisse frequentemente dettagliando luoghi e città in cui si trovava e anche quando pensava di tornare. In una circostanza particolare, lettera del 21 giugno 1869, le dice quanto fosse contento di una fotografia che lei gli aveva scattato poiché era stata molto apprezzata da tutti coloro che l'avevano vista.
Il ritratto di Andersen è stato riprodotto nel francobollo commemorativo del 2005.

## Galleria d'immagini

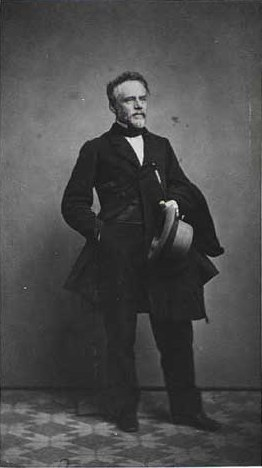
il pittore Wilhelm Marstrand nel 1860 circa
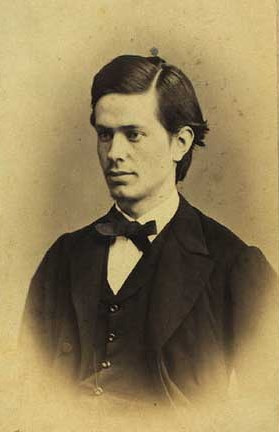
l'ufficiale e politico Carl August Wagner (1847-1906) negli anni '60
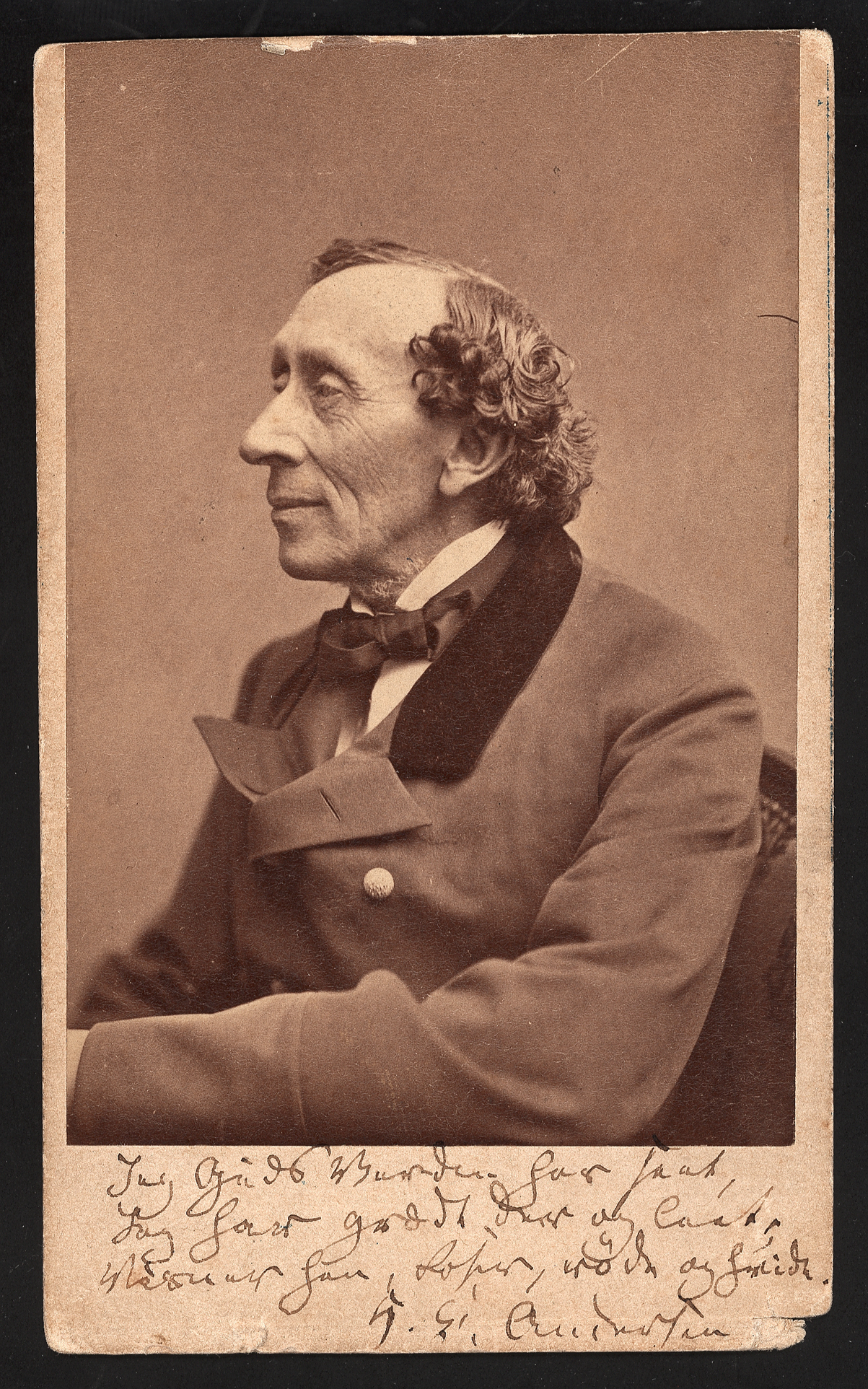
Hans Christian Andersen nel 1869
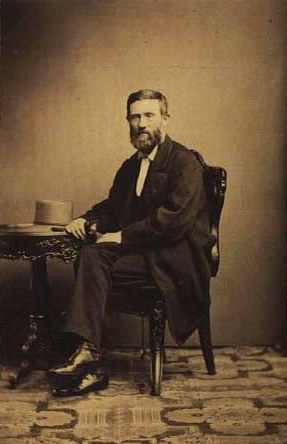
il pittore Peter Christian Skovgaard nel 1870 circa
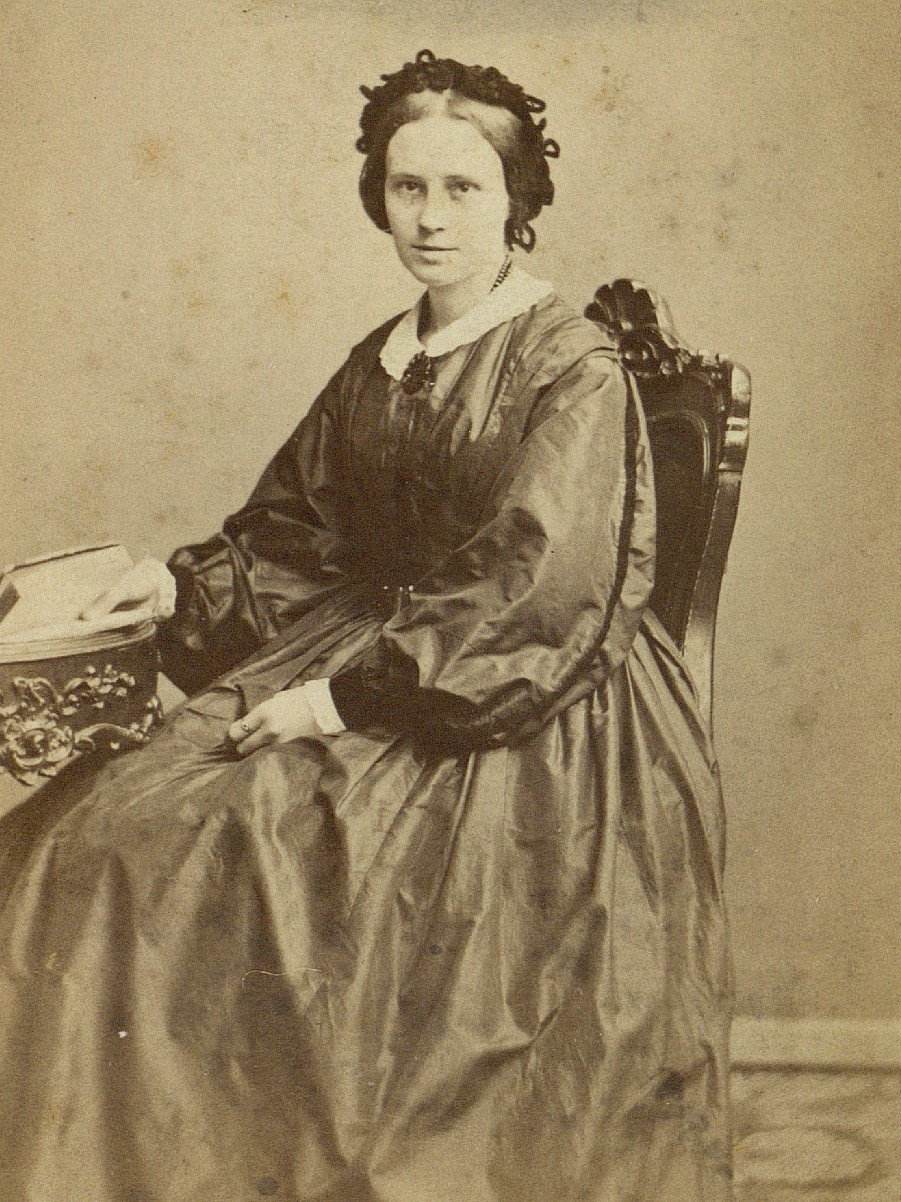
la scrittrice Mathilde Fibiger, data ignota